# Juan Luis Ruiz López
Juan Luis Ruiz López (Vilanova i la Geltrú, 1975) és un economista i polític català membre del Partit dels Socialistes de Catalunya i diputat al Parlament de Catalunya.
Des de juny de 2023 és alcalde de Vilanova i la Geltrú.